# Koreanische Zentrale Nachrichtenagentur
Die Koreanische Zentrale Nachrichtenagentur (englisch Korean Central News Agency), gegründet am 5. Dezember 1946, ist die zentrale staatliche Nachrichtenagentur Nordkoreas. KCNA wird wie alle nordkoreanischen Medien staatlich zensiert und stellt Nordkorea und seine Regierung zu propagandistischen Zwecken ausschließlich positiv dar. Seit ihrer Gründung hat KCNA ihren Sitz in Pjöngjang.
Die KCNA verbreitet Nachrichten aus und über Nordkorea sowie offizielle Verlautbarungen der Regierung und der Partei der Arbeit Koreas. Häufig werden auch Kommentare oder Leitartikel aus der Parteizeitung Rodong Sinmun veröffentlicht, die praktisch offiziellen Verlautbarungen gleichkommen.
Inhaltlich setzt die KCNA ihre Schwerpunkte auf Parteinachrichten und außenpolitische Meldungen, insbesondere
- die Aktivitäten des jeweiligen Generalsekretärs und Vorsitzenden der Partei, derzeit Kim Jong-un
- Zusammenfassung von Artikeln führender Zeitungen Nordkoreas
- Jahrestage von Ereignissen der Parteigeschichte und im Leben deren Führer Kim Il-sung, Kim Jong-il und Kim Jong-un
- Aktivitäten von ausländischen Organisationen, die der Arbeiterpartei Koreas nahestehen, zum Beispiel Besuche dieser in Nordkorea und Veröffentlichung von Kim Jong-ils oder Kim Il-sungs Werken im Ausland
- Diplomatische Kontakte Nordkoreas mit dem Ausland, beispielsweise Ministertreffen, Blumenkorbübergaben und Glückwunschschreiben
- Außenpolitische Ereignisse, die Nordkorea unmittelbar betreffen. Dies sind beispielsweise Meldungen, die die Situation im Verhältnis zwischen Nord- und Südkorea sowie die aus nordkoreanischer Sicht bestehende Bedrohung durch die Vereinigten Staaten und Japan betreffen.

## Internet
Seit Oktober 2010 verbreitet die KCNA ihre Meldungen in fünf Sprachen über eine Internetseite, die die nordkoreanische Top-Level-Domain verwendet und deren Server  in Nordkorea betrieben werden sollen. Auf der Seite sind auch kurze Zusammenfassungen von Artikeln aus der nordkoreanischen Presse zu finden. Weitere Kategorien über Politik, Wirtschaft und Kultur sind noch im Aufbau. Seit einiger Zeit ist ebenfalls eine Archivsuche möglich.
Auf einer weiteren Website, die bis November 2019 in Japan gehostet wurde, war ein Archiv vergangener Meldungen der KCNA angelegt. Dieses Archiv enthielt keine Bilder oder Grafiken und war zeitweilig in drei Sprachen verfügbar:
- Koreanisch: Üblicherweise sechs Meldungen täglich. Das Archiv enthält Artikel ab dem 1. Januar 1998[7]
- Englisch: Üblicherweise zehn bis zwölf Meldungen täglich. Das Archiv enthält Artikel ab dem 2. Dezember 1996[8]
- Spanisch: Seit Ende 2002 wurden im englischsprachigen Archiv üblicherweise zwei bis vier Meldungen täglich in spanischer Sprache archiviert.

Die englischen Meldungen erschienen, mit Ausnahme von Sonntagen, in der Regel täglich.

## Zusammenarbeit mit russischen Staatsmedien
Am 8. Oktober 2019 unterzeichneten die KCNA und TASS ein Kooperationsabkommen zur gemeinsamen Bekämpfung von „Fake News“. Die Vereinbarung wurde während eines Besuchs von Mitarbeitern russischer Staatsmedien, darunter auch von Perwy kanal, in Pjöngjang getroffen. Das Abkommen sieht zudem vor, dass die beiden staatlichen Agenturen Material austauschen und „Journalisten unterstützen“. Ein älteres Abkommen zwischen den russischen und nordkoreanischen Staatsmedien besteht schon seit 2005. Was TASS und KCNA unter „Fake News“ verstehen, wurde in dem Abkommen nicht definiert. Die propagandistische Berichterstattung der nordkoreanischen Agentur legt nahe, dass fast jede Botschaft, die von der Sichtweise des nordkoreanischen Regimes abweicht, als „Fake News“ ausgelegt wird. Der Generaldirektor der Presse- und Informationsabteilung des nordkoreanischen Außenministeriums lobte russische Medien für ihre „faire und objektive“ Beschreibung der „prinzipientreuen Positionen“ der nordkoreanischen Führung.